# Mission Street
Mission Street est une artère nord-sud située à Daly City et San Francisco, en Californie.

## Situation et accès
La rue s'étend de la frontière sud de Daly City jusqu'au front de mer nord-est de San Francisco. La rue et le quartier Mission de San Francisco qu'elle traverse doivent leur nom à la mission espagnole Dolores, située à quelques pâtés de maisons de la route moderne. Seule la moitié sud fait historiquement partie du Camino Real, qui reliait les missions. Une partie de Mission Street à Daly City est signalée comme faisant partie de la State Route 82 (SR 82).
Depuis le sud, Mission Street débute dans le prolongement de la SR 82/El Camino Real à la frontière entre  Colma et Daly City, juste au sud de San Pedro Road. Mission Street se dirige ensuite vers le nord jusqu'au quartier de Top of the Hill, où la SR 82 se divise en San Jose Avenue au nord-est, et Mission Street continue vers le nord-nord-est. Elle traverse ensuite les limites de la ville de San Francisco à mi-pâté de maisons entre Templeton Avenue à Daly City et Huron Avenue à San Francisco. Mission Street rebrousse ensuite chemin vers le nord-est en traversant les quartiers populaires de Crocker-Amazon, Excelsior et Bernal Heights, avant de bifurquer vers le nord à travers les quartiers colorés d'Outer Mission et d'Inner Mission. Près de Van Ness Avenue, la route bifurque à nouveau vers le nord-est et traverse Mid-Market et South of Market (parallèlement à Market Street et à un pâté de maisons au sud) avant de se terminer à l'The Embarcadero, dans le centre-ville de San Francisco.

### Transport
La partie Mission Street à San Francisco est desservie 24 heures sur 24 par le trolleybus (Mission) du San Francisco Municipal Railway, deux stations BART qui passent sous le niveau du sol dans l'Inner Mission et le reste des stations BART de San Francisco à moins d'un demi-mile, notamment celles du métro de Market Street. La rue est large de quatre voies.
Le centre de transit Salesforce (Transbay Transit Center), qui a remplacé le terminal Transbay, s'étend sur plusieurs pâtés de maisons entre Mission et Howard. C'est le terminus ouest de plusieurs lignes de bus AC Transit via le pont de la baie de San Francisco-Oakland (Bay Bridge), et ce sera le futur terminus nord de Caltrain et de la California High-Speed Rail Authority. Depuis l'achèvement du Bay Bridge en 1936 jusqu'aux années 1950, il s'agissait également du terminus ouest du service ferroviaire de banlieue Key System.

## Origine du nom
La rue et le quartier tirent leur nom de la Mission Dolores, fondée en 1776 par des franciscains espagnols pour évangéliser les populations autochtones.

## Historique

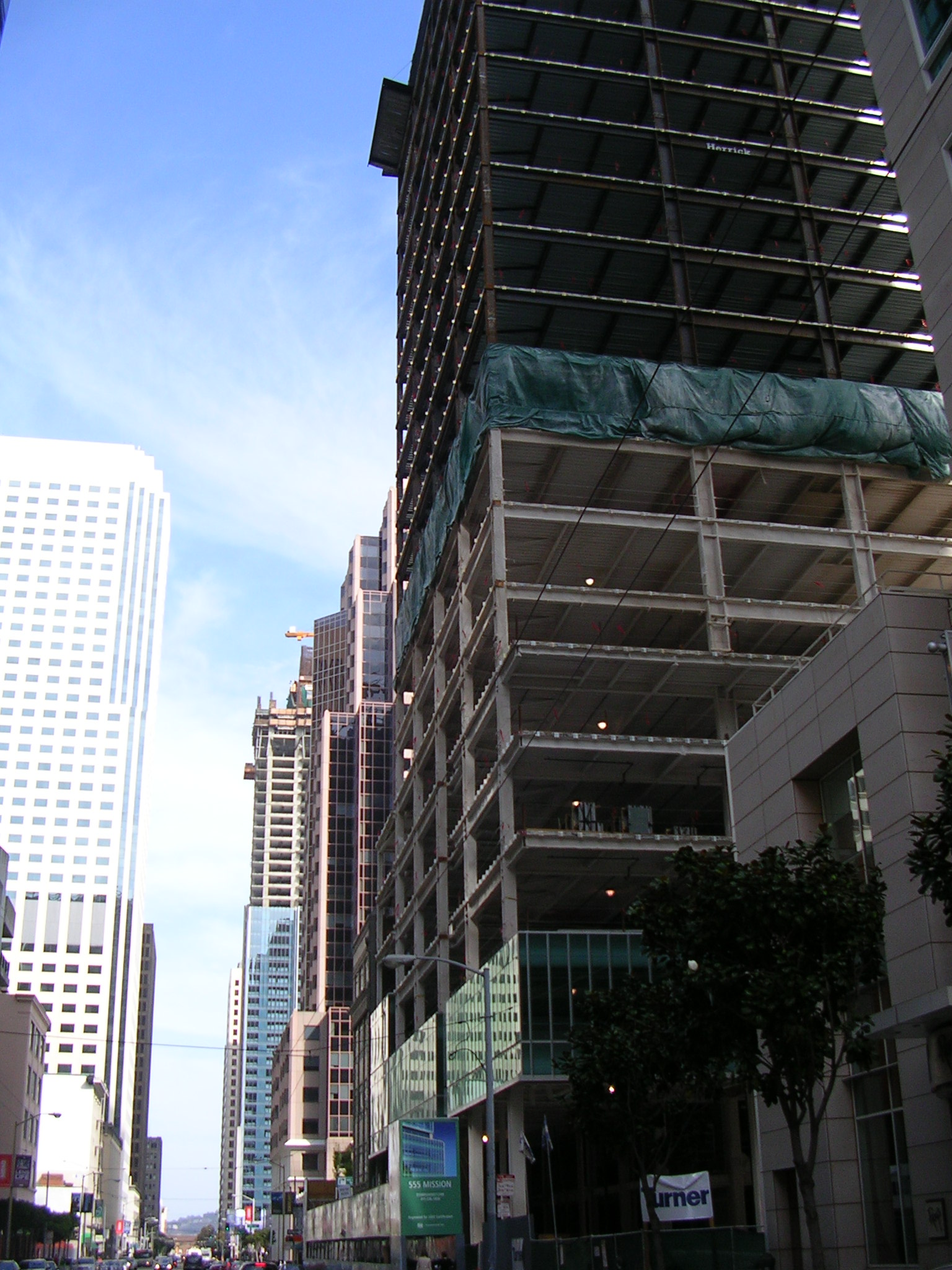
Des immeubles de grande hauteur en construction le long de Mission Street dans le quartier financier en 2007

Mission Bay et Mission Dolores étaient reliées à l'ancien village de Yerba Buena, dans le coin nord-est de la ville moderne de San Francisco, via la Mission Plank Road, une route à péage de 3,25 milles (5,2 km) de long s'étendant de Kearny/Third à Fifteenth. La franchise pour la Mission Plank Road a été accordée en novembre 1850 et la Plank Road a été achevée au printemps suivant pour un coût de US$96 000 (équivalent à US$1 850 de 2024) ; les péages étaient de 50 cents pour un cheval et une charrette et d'un dollar pour un attelage de quatre chevaux. L'alignement de Mission a été choisi parce que Market avait une crête élevée entre les Second et Fifth rues ; bien qu'une coupe était toujours nécessaire pour Mission, elle était moins étendue. La Plank Road utilisait un pont pour traverser un marais à Mission et Seventh ; le pont était censé reposer sur des pieux, mais les pieux ont été enfoncés à 80 pieds (24,38 m) sans atteindre le fond, donc un pont flottant a été utilisé à la place. Une route parallèle en planches a été construite le long de Folsom Street pour éviter la concurrence potentielle d'une route gratuite le long de Market ; cependant, une marée haute en 1854 a détruit la Folsom Plank Road en faisant flotter les planches.
Depuis 2000, entre Third Street et Beale Street dans le Financial District (quartier financier), plusieurs nouveaux gratte-ciel ont été érigés le long de Mission Street, tous à proximité du projet de développement San Francisco Transbay (San Francisco Transbay development) : 101 Second Street (2000), JPMorgan Chase Building (2002), The Paramount (2002), St. Regis Museum Tower (2005), 555 Mission Street (2008), Millennium Tower (2009), 535 Mission Street (2014), 350 Mission Street (2015), et la Salesforce Tower (2017).